# Cédric Delorme-Bouchard
Pour les articles homonymes, voir Delorme et Bouchard.
 (février 2021).
La mise en forme du texte ne suit pas les recommandations de Wikipédia : il faut le « wikifier ».
Les points d'amélioration suivants sont les cas les plus fréquents :
- Les titres sont pré-formatés par le logiciel. Ils ne sont ni en capitales, ni en gras.
- Le texte ne doit pas être écrit en capitales (les noms de famille non plus), ni en gras, ni en italique, ni en « petit »…
- Le gras n'est utilisé que pour surligner le titre de l'article dans l'introduction, une seule fois.
- L'italique est rarement utilisé : mots en langue étrangère, titres d'œuvres, noms de bateaux, etc.
- Les citations ne sont pas en italique mais en corps de texte normal. Elles sont entourées par des guillemets français : « et ».
- Les listes à puces sont à éviter, des paragraphes rédigés étant largement préférés. Les tableaux sont à réserver à la présentation de données structurées (résultats, etc.).
- Les appels de note de bas de page (petits chiffres en exposant, introduits par l'outil «  Source ») sont à placer entre la fin de phrase et le point final[comme ça].
- Les liens internes (vers d'autres articles de Wikipédia) sont à choisir avec parcimonie. Créez des liens vers des articles approfondissant le sujet. Les termes génériques sans rapport avec le sujet sont à éviter, ainsi que les répétitions de liens vers un même terme.
- Les liens externes sont à placer uniquement dans une section « Liens externes », à la fin de l'article. Ces liens sont à choisir avec parcimonie suivant les règles définies. Si un lien sert de source à l'article, son insertion dans le texte est à faire par les notes de bas de page.
- La présentation des références doit suivre les conventions bibliographiques. Il est recommandé d'utiliser les modèles {{Ouvrage}}, {{Chapitre}}, {{Article}}, {{Lien web}} et/ou {{Bibliographie}}. Le mode d'édition visuel peut mettre en forme automatiquement les références.
- Insérer une infobox (cadre d'informations à droite) n'est pas obligatoire pour parachever la mise en page.

Pour une aide détaillée, merci de consulter Aide:Wikification.
Si vous pensez que ces points ont été résolus, vous pouvez retirer ce bandeau et améliorer la mise en forme d'un autre article.
Cédric Delorme-Bouchard est un scénographe, concepteur lumière et metteur en scène québécois.

## Mises en scène
- 2018 : Lamelles, Usine C (Montréal) [2],[3],[4]
- 2019 : Le vaisseau cœur, salle Bourgie du Musée des beaux-arts de Montréal (Montréal) [5],[6]
- 2019 : Lamelles, Théâtre du Trillium (Ottawa) [7],[8]
- 2019 : Dispositif, Tangente Danse (Montréal)  [9],[10]
- 2021 : Les employés, Théâtre du Trillium (Ottawa)[11]
- 2022 : Intérieur, Usine C (Montréal) [12]
- 2022 : Les employés, La chapelle scène contemporaine (Montréal)[13]

## Prix et distinctions
- 2019 : sélection officielle du pavillon québécois de la Quadriennale de Prague [14] pour sa conception lumière pour la production de la pièce Candide au Théâtre du nouveau monde
- 2018-2019 : nomination pour le prix « Oustanding lighting Design » aux METAs (Montreal English Theatre Awards) [15]
- 2016-2017 : nomination pour le prix « Oustanding lighting Design » aux METAs (Montreal English Theatre Awards) [16]
- 2015 : nomination pour le prix « Meilleure conception lumière » au gala carte première [1]